# 1813 aux États-Unis
Pour des articles plus généraux, voir Chronologie des États-Unis et 1813.
Chronologie des États-Unis
- 1809
- 1810
- 1811
- 1812
- 1813
- 1814
- 1815
- 1816
- 1817

Cette page concerne des événements d'actualité qui se sont produits durant l'année 1813 du calendrier grégorien aux États-Unis.

## Gouvernement
- Président : James Madison (républicain-démocrate)
- Vice-président : Elbridge Gerry (républicain-démocrate) à partir du 4 mars
- Secrétaire d'État : James Monroe (républicain-démocrate)
- Chambre des représentants - Président : Henry Clay (républicain-démocrate) jusqu'au 4 mars puis à partir du 24 mai

## Événements

### Janvier
- 22 janvier, guerre de 1812, frontière de Détroit : défaite des Américains contre les Britanniques à la bataille de Frenchtown, les Américains voulaient reprendre Détroit.

### Février
- 7 février, guerre de 1812, frontière St. Lawrence-Lac Champlain : raid américain victorieux sur Elizabethtown (aujourd'hui appelée Brockville).
- 22 février, guerre de 1812, frontière St. Lawrence-Lac Champlain : les Britanniques capturent Ogdensburg.
- 24 février, guerre de 1812 : la corvette américaine USS Hornet coule le brick britannique HMS Peacock dans l'embouchure du Demerara en Guyana[1].

### Mars
- 4 mars : cérémonie d'investiture à Washington du président des États-Unis, James Madison, pour un deuxième mandat.
- 29 mars, guerre d'indépendance du Mexique : l'armée républicaine du Nord défait l'armée royaliste espagnole dans le comté actuel de Bexar, au Texas.

### Avril

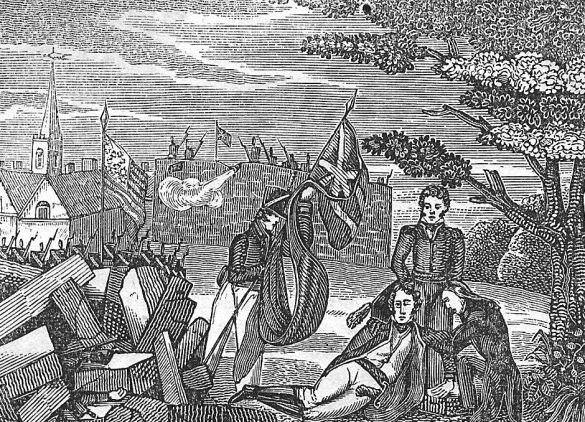
27 avril : la mort du général Pike à la bataille de York

- 27 avril, guerre de 1812, frontière St. Lawrence-Lac Champlain : bataille de York : Les Américains capture et incendie York (future Toronto), mais ils quittent la ville le 8 mai 1813.
- 28 avril - 9 mai 1813, guerre de 1812, frontière de Détroit : les Britanniques tentent, sans succès, de s'emparer de Fort Meigs (aujourd'hui Perrysburg).

### Mai
- 13 mai, guerre de 1812, frontière de Détroit : le chef shawnee Tecumseh vainc l'armée américaine dans le bois de Fort Meigs, près de la Maumee River (près de Toledo)[2].
- 25 - 27 mai, guerre de 1812, campagne du Niagara : au Canada, les armées américaines capturent Fort George (Niagara-on-the-Lake).
- 28 - 29 mai, guerre de 1812, frontière St. Lawrence-Lac Champlain : les Britanniques tentent, sans succès, de capturer Sackets Harbor.

### Juin

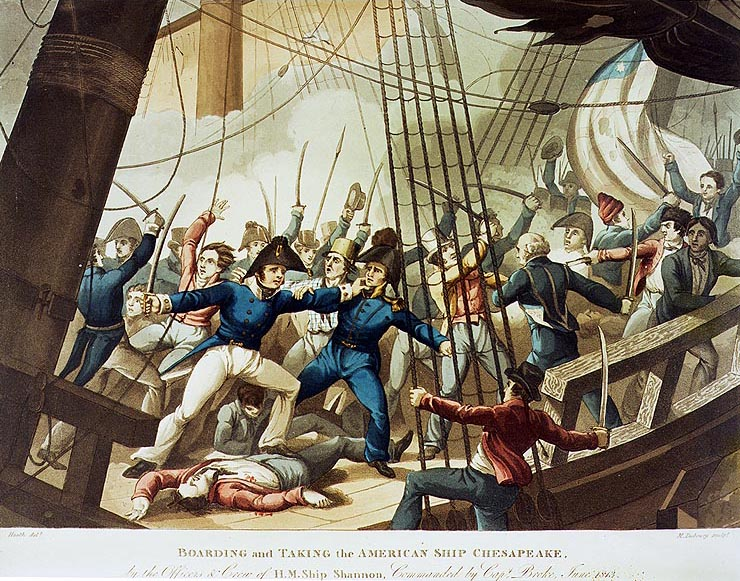
: l'abordage du Chesapeake

- 1er juin, guerre de 1812, combat de la Shannon et de la Chesapeake :  la Chesapeake, frégate américaine, est vaincue au large de Boston.
- 6 juin, guerre de 1812, campagne du Niagara : bataille de Stoney Creek, quelque 700 soldats britanniques attaquent, avec succès, quelque 3 000 hommes de l'armée américaine. Cette victoire a sans doute permis aux Britanniques de garder le contrôle du Haut-Canada.
- 22 juin, guerre de 1812, campagne de Chesapeake : victoire américaine qui sauva la ville de Norfolk d'une invasion britannique.
- 24 juin, guerre de 1812, Campagne du Niagara : le commandant américain de Fort George (Niagara-on-the-Lake), décide de dégager la menace constituée par les raids ennemis incessant en faisant une attaque surprise sur l'avant-poste britannique de Thorold (Ontario), mais l'attaque échoue et plus de 500 soldats américains sont faits prisonniers[3].

### Juillet
- 5 juillet, guerre de 1812, campagne du Niagara : début de trois semaines de raid sur Plattsburgh et Fort Schlosser.
- 11 juillet, guerre de 1812, campagne du Niagara : raid réussi des Britanniques sur Black Rock.
- 27 juillet : guerre Creek : cans le futur comté d'Escambia, les Creeks Bâtons-Rouges financés par les Britanniques et armés par les Espagnols sont pris en embuscade par l'armée américaine qui est elle-même prise en revers et mise en déroute.

### Août

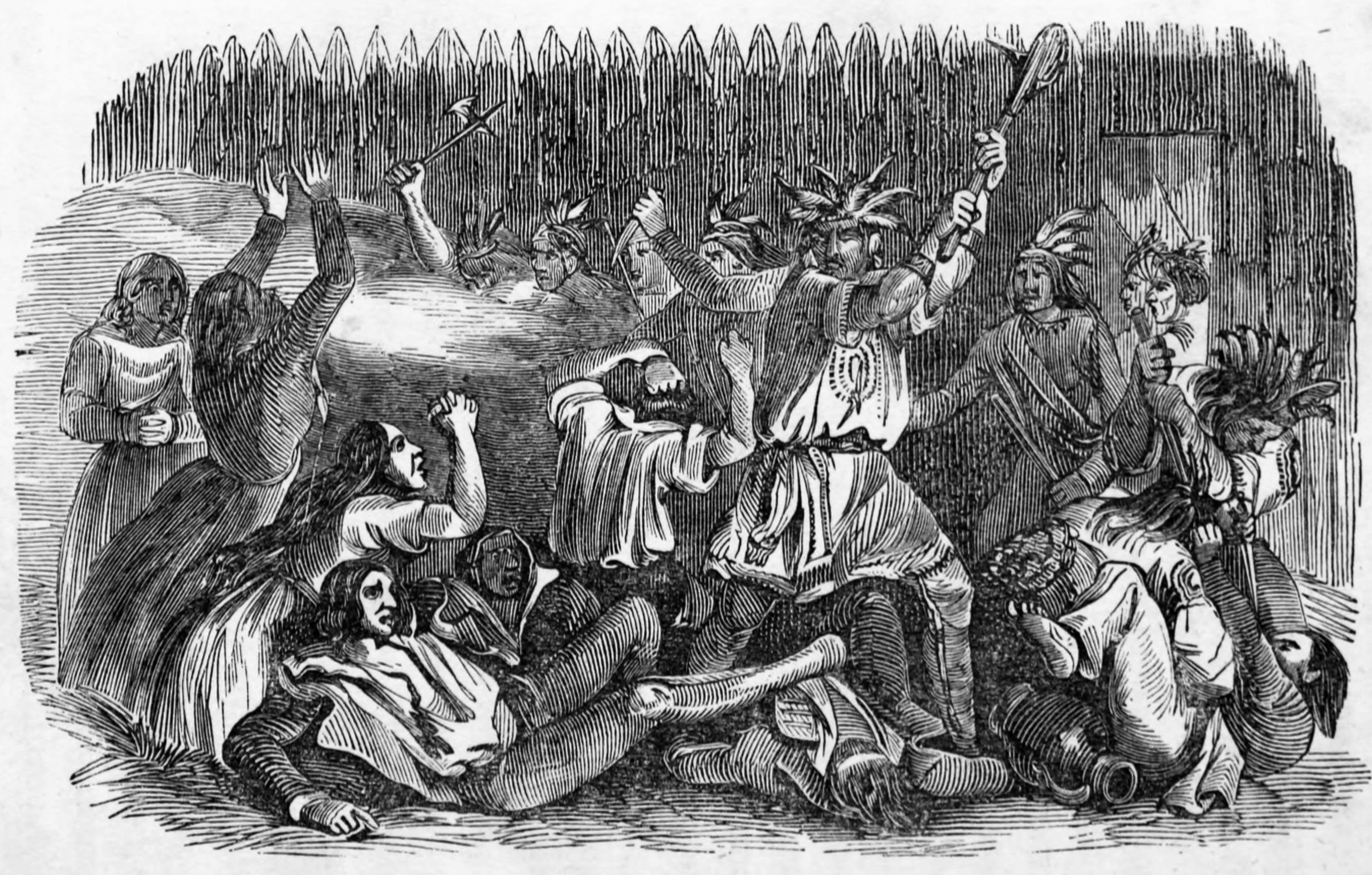
30 août : massacre à Fort Mims

- 2 août, guerre de 1812, frontière de Détroit : victoire américaine à Fort Stephenson (comté de Sandusky (Ohio)).
- 10 août, guerre de 1812, campagne de Chesapeake : les Britanniques tentent, sans succès, de débarquer à Saint Michaels (Maryland).
- 14 août, guerre de 1812 : capture du brick américain USS Argus par le croiseur britannique Pelican au large de St David's,(Pembrokeshire, Pays de Galles)[4].
- 30 août, guerre de 1812, Guerre Creek, bataille de Fort Mims : à Fort Mins, près de Bay Minette, dans l'Alabama, les Creeks Bâtons-Rouges massacrent 517 personnes[5].

### Septembre
- 5 septembre, guerre de 1812 : le brick américain USS Enterprise capture le brick anglais HMS Boxer au large de Bristol[6].
- 10 septembre, guerre de 1812, frontière de Détroit, bataille du lac Érié : victoire navale décisive des Américains, qui anéantissent la flotte adverse et prennent le contrôle du lac.
- 29 septembre, guerre de 1812, frontière de Détroit : les Américains reprennent Détroit aux Britanniques[7].

### Octobre

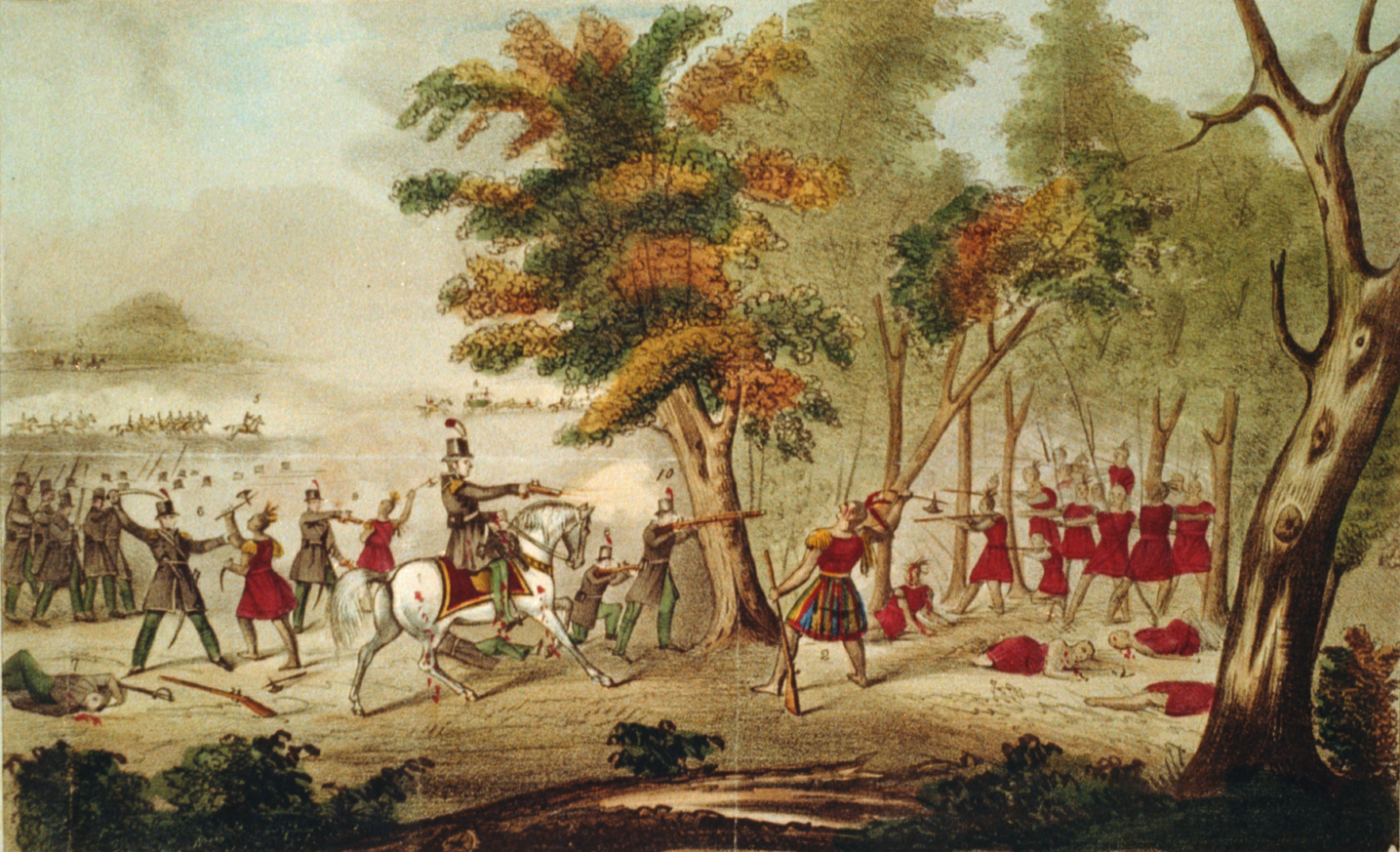
5 octobre : bataille de la rivière Thames

- 5 octobre, guerre de 1812 : frontière de Détroit : Bataille de la rivière Thames : Tecumseh est tué et son rêve de fédération des tribus indiennes s’éteint avec lui. Après sa mort, les tribus delaware, miami, ojibwa (ou chippewa) et wyandot font la paix avec les Américains.  Cette bataille est une victoire décisive pour les Américains car elle leur permet de récupérer le contrôle de la frontière nord-ouest pendant tout le reste de la guerre.
- 26 octobre, guerre de 1812 : frontière St. Lawrence-Lac Champlain : victoire britannique à la bataille de Châteauguay au Québec. Alors qu’elle se rend à Montréal, l’armée américaine est arrêtée à Chateauguay par Charles de Salaberry.

### Novembre
- 3 novembre, guerre Creek : en représailles de la bataille de Fort Mims du 30 août 1813, quelque 900 dragons américains d’Andrew Jackson sous le commandement de John Coffee incendient le village creek de Tallushatchee (au nord-est de l'Alabama) et tuent 186 Indiens Bâtons-Rouges.
- 9 novembre, guerre Creek, bataille de Talladega : des Creeks font appel à l'armée américaine car assiégés par les Bâtons-Rouges, l'armée d'Andrew Jackson tuent 300 hommes des Bâtons-Rouges.
- 11 novembre, guerre de 1812, frontière St. Lawrence-Lac Champlain : bataille de Crysler's Farm, près de Cornwall, une force britannique et canadienne remporte une victoire sur des forces américaines qui les dépassent considérablement en nombre, mais qui sont découragées et mal menées.

### Décembre
- 19 décembre, guerre de 1812, Campagne du Niagara : les Britanniques capturent Fort Niagara.
- 23 décembre, guerre Creek, bataille d'Econochaca dans le comté de Lowndes : les forces américaines détruisent le campement et les approvisionnements des Bâtons-Rouges.
- 30 décembre, guerre de 1812, campagne du Niagara : les troupes britanniques et leurs alliés indiens capturèrent d'abord le village de Black Rock, puis le reste de Buffalo, incendiant la majeure partie des deux cités[8],[9]. Cette déroute de l’armée américaine lui ferme la route du Canada.

## Sans date précise
- La population du Haut-Canada est composée à 60 % d’immigrants non loyalistes venus des États-Unis.

## Naissances
- 23 février : John Murray Forbes, (né à Bordeaux - mort le 12 octobre 1898), est un marchand américain, magnat du chemin de fer, philanthrope et abolitionniste. Il fut président de la Michigan Central Railroad et de la Chicago, Burlington and Quincy Railroad dans les années 1850.
- 1er septembre : Mark Hopkins, (décède le 29 mars 1878), était un des quatre principaux investisseurs (le « Big Four ») qui créa, avec Leland Stanford, Charles Crocker et Collis Huntington, la compagnie de chemin de fer Central Pacific en 1861.

#### Articles généraux
- Histoire des États-Unis de 1776 à 1865
- Évolution territoriale des États-Unis
- Guerre anglo-américaine de 1812
- Guerre Creek

#### Articles sur l'année 1813 aux États-Unis
- Bataille de York
- Bataille de la rivière Thames
- Bataille du lac Érié
- Bataille de Fort Mims